# Annville (Pennsylvania)
Annville è un census-designated place (CDP) e township degli Stati Uniti d'America, situato nello Stato della Pennsylvania, nella contea di Lebanon.